# Tromba de água

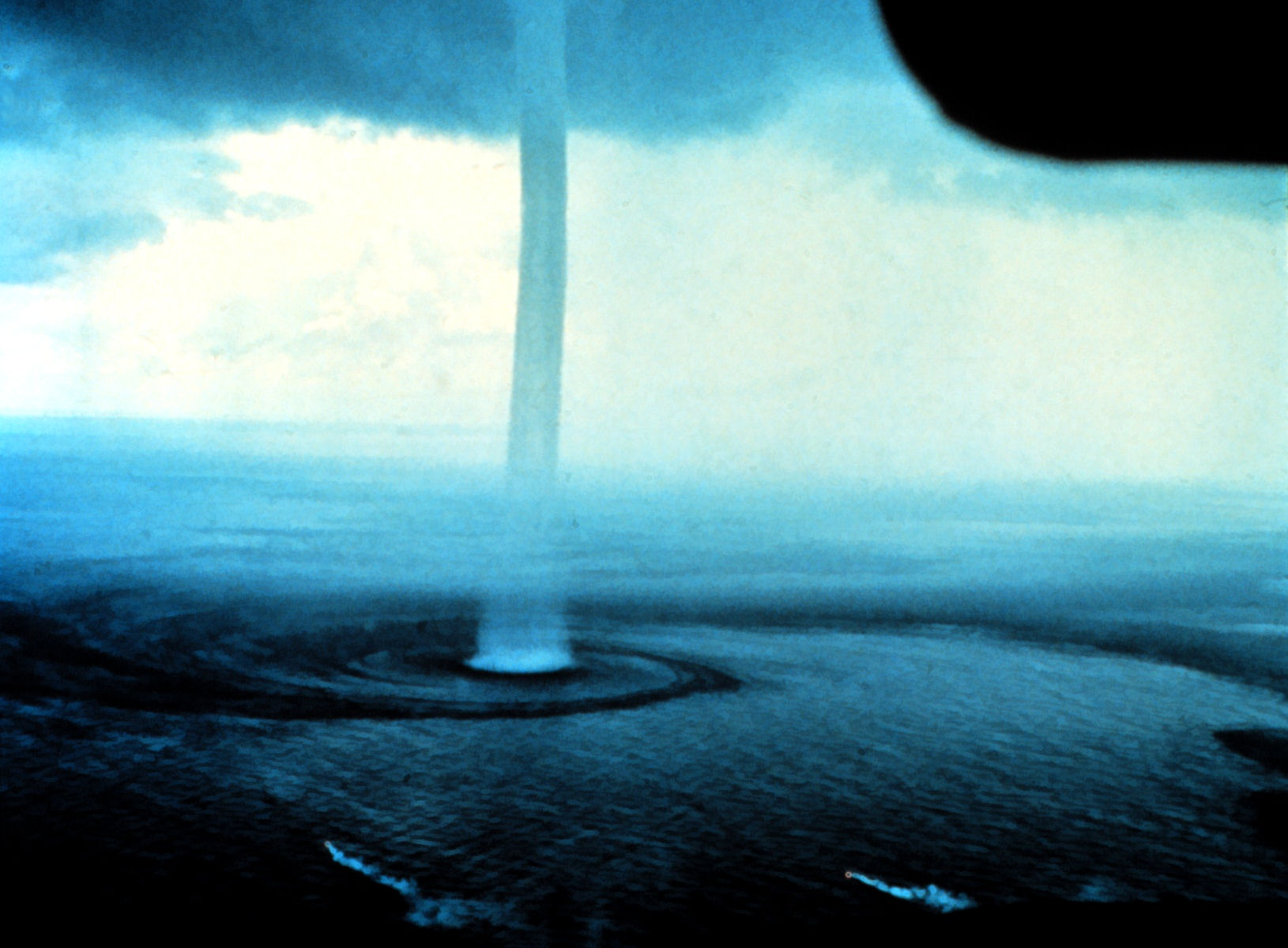
Uma tromba d'água próxima à Flórida em 10 de setembro de 1969. Observe que há duas tochas com trilhas de fumaça para indicar a direção e velocidade do vento, perto da parte inferior da fotografia.

Tromba de água, tromba d'água, ou tromba marinha, é um grande vórtice colunar (normalmente semelhante a uma nuvem em forma de funil) que ocorre ao longo de um corpo de água e está ligado a uma nuvem cumuliforme. Embora seja muitas vezes mais fraca do que a maioria dos seus homólogos da terra, trombas de água mais fortes, que são geradas por mesociclones, podem ocorrer.  Trombas de água não aspiram a água do curso de água sobre o qual estão posicionadas. A água vista na nuvem funil principal são gotas de água formadas pela condensação.
Trombas de água são mais comuns em áreas com domínio de clima tropical, em latitudes maiores, porém zonas temperadas também relatam ocorrências, como na Europa e nos Grandes Lagos da América do Norte. Em algumas áreas, principalmente no Brasil, ainda são popularmente confundidas de maneira incorreta com qualquer ocorrência de chuva forte em uma pequena região.

## Formação
A nuvem a partir do qual as trombas de água se desenvolvem pode ser tão pequena como uma cumulus moderada, ou tão grande como uma supercélula. Enquanto algumas trombas são fortes e causam grandes devastações na natureza, a maioria é mais fraca e causada por diferentes dinâmicas atmosféricas. Elas normalmente se desenvolvem na alta umidade de ambientes com nuvens carregadas e que estão no processo de desenvolvimento. Estas giram para cima, movendo-se para cima do limite de superfície e a partir do cisalhamento horizontal próximo à sua superfície, e, em seguida, esticam-se para cima da nuvem, uma vez que o vórtice de cisalhamento de baixo nível se alinha com uma nuvem cumulus em desenvolvimento. Tornados fracos desenvolvem-se em uma forma semelhante.

## Tipos

### Não-tornádicas

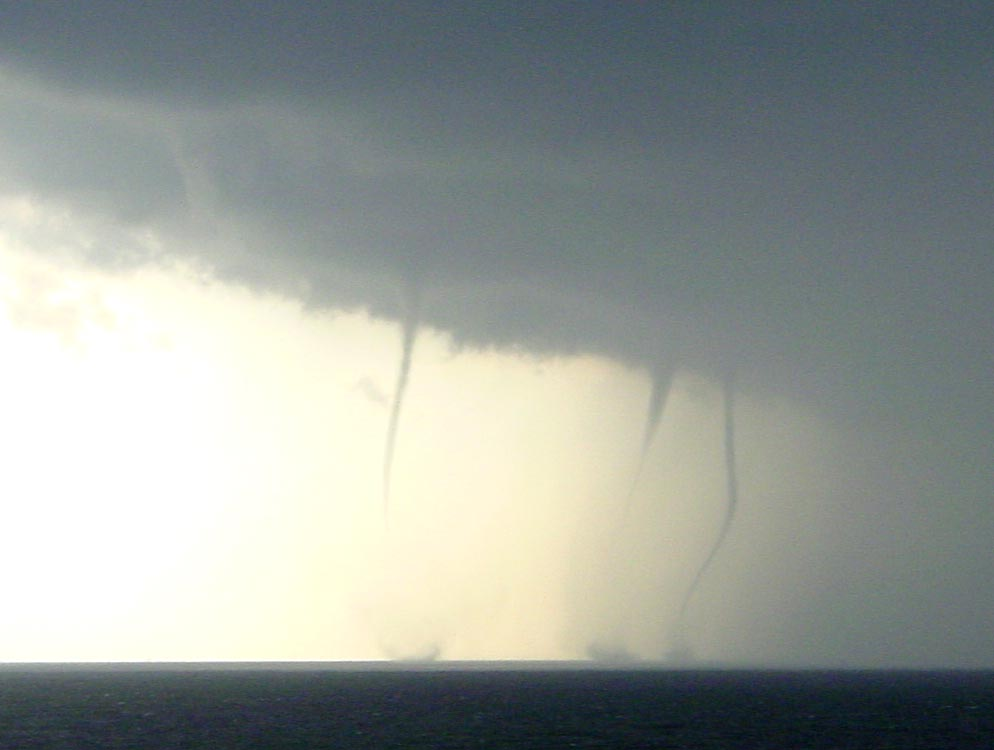
Trombas de água não-tornádicas sendo vistas a partir da praia de Kijkduin, nas proximidades de Haia, Países Baixos, em 27 de agosto de 2006.

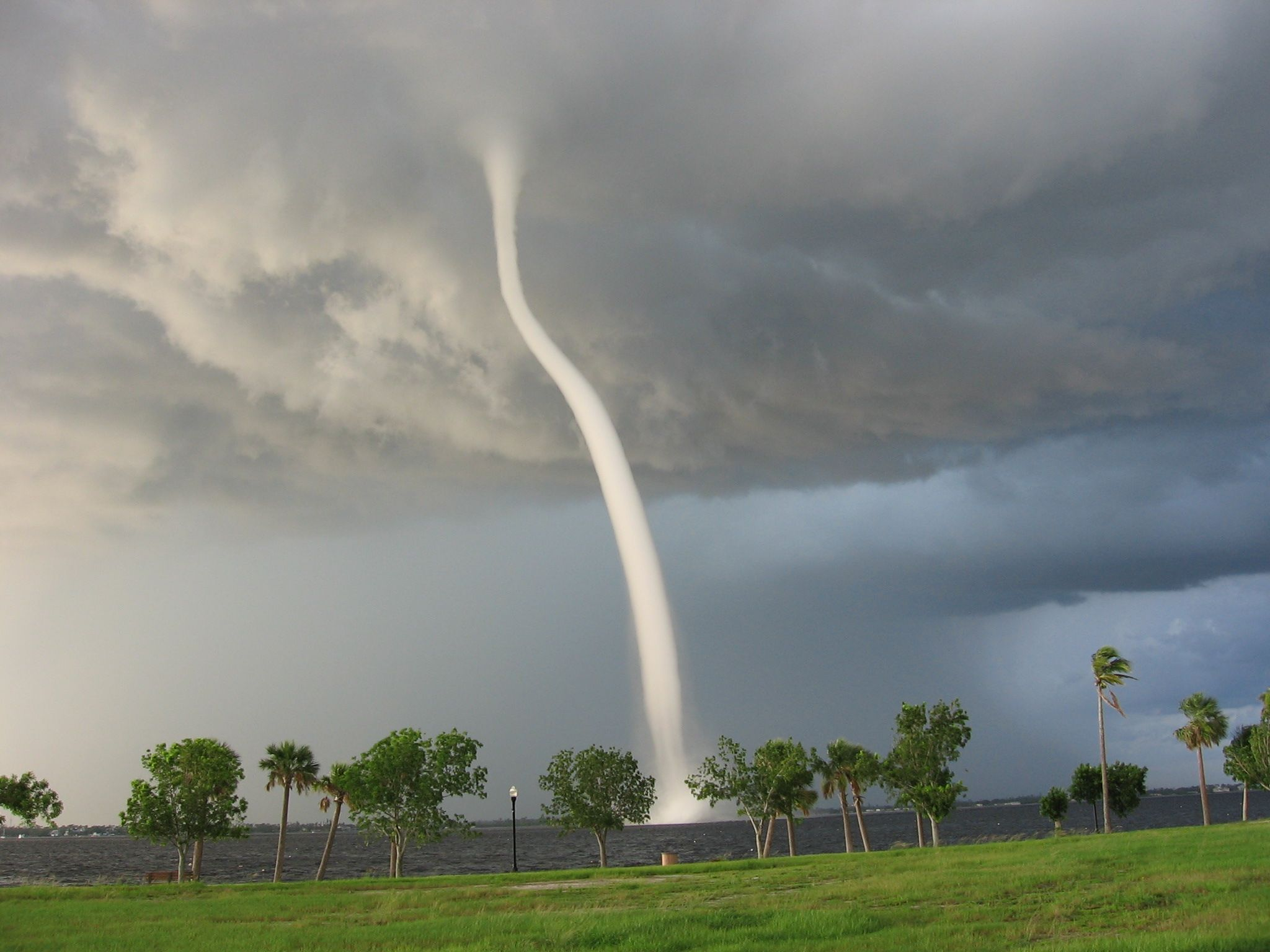
Tromba de água tornádica em 15 de julho de 2005 na costa de Punta Gorda, Flórida, causada por uma formação tempestuosa.

Trombas de água que não estão associadas a uma corrente ascendente de rotação de uma tempestade formada por uma supercélula são conhecidas como "não-tornádica", e são de longe o tipo mais comum. Trombas não-tornádicas ocorrem em águas costeiras e estão associadas ao desenvolvimento de nuvens cumulus convectivas. Trombas de água deste tipo desenvolvem-se e dissipam-se rapidamente, tendo seu ciclo de vida mais curto do que 20 minutos. Elas geralmente tem taxa inferior a EF0 na Escala Fujita melhorada, tendo geralmente ventos com menos de 30 m/s. Elas são mais frequentes em áreas com climas tropical e subtropical, com mais de 400 ocorrências por ano sendo registradas em nas Florida Keys. Normalmente se movem lentamente, em sua totalidade, uma vez que a nuvem está ligada à horizontalidade é estática, sendo formada pela ação convectiva vertical, em vez da interação de subducção entre frentes de colisão. Também são muito semelhantes na aparência e em sua mecânica com tornados não associados a mesociclones de uma tempestade, e em grande parte se comportam como tal para se mover em terra.

### Tornádicas
Trombas de água tornádicas, também chamadas de "tornados sobre a água", são formadas a partir da ação de mesociclones de uma forma essencialmente idêntica aos tornados terrestres em conexão com tempestades severas, porém simplesmente ocorrem sobre a água. Um tornado que viaja por terra até um corpo de água também é considerado como uma tromba de água tornádica.  Uma vez que a grande maioria das tempestades mesociclônicas ocorrem em áreas do litoral dos Estados Unidos, verdadeiras trombas tornádicas são proporcionalmente mais raras do que suas variações no país. No entanto, em algumas áreas, tais como os mares Adriático, Egeu e do Jónico, trombas tornádicas podem ocorrer pela metade deste total.

### Snowspouts
Snowspouts são exemplos extremamente raros de uma tromba de água se formando sob a base de uma tempestade de neve. O termo "tromba de água do inverno" é usado para diferenciar as trombas da estação quente e este evento raro do período frio. Muito pouco é conhecido sobre este fenômeno e há apenas seis imagens conhecidas deste evento (até junho de 2009), quatro dos quais foram registradas em Ontário, Canadá. Há um par de critérios para a formação de uma tromba de inverno. Temperaturas extremamente baixas têm de estar presentes ao longo de um corpo de água quente o suficiente para produzir vapor de nevoeiro semelhante ao acima da superfície da água, o que requer uma diferença de temperatura de 19 °C entre a água e a massa de ar invadindo a superfície. Ventos com foco no eixo de grandes lagos reforçam a convergência do vento e, provavelmente, ajudam no seu desenvolvimento.

## Climatologia

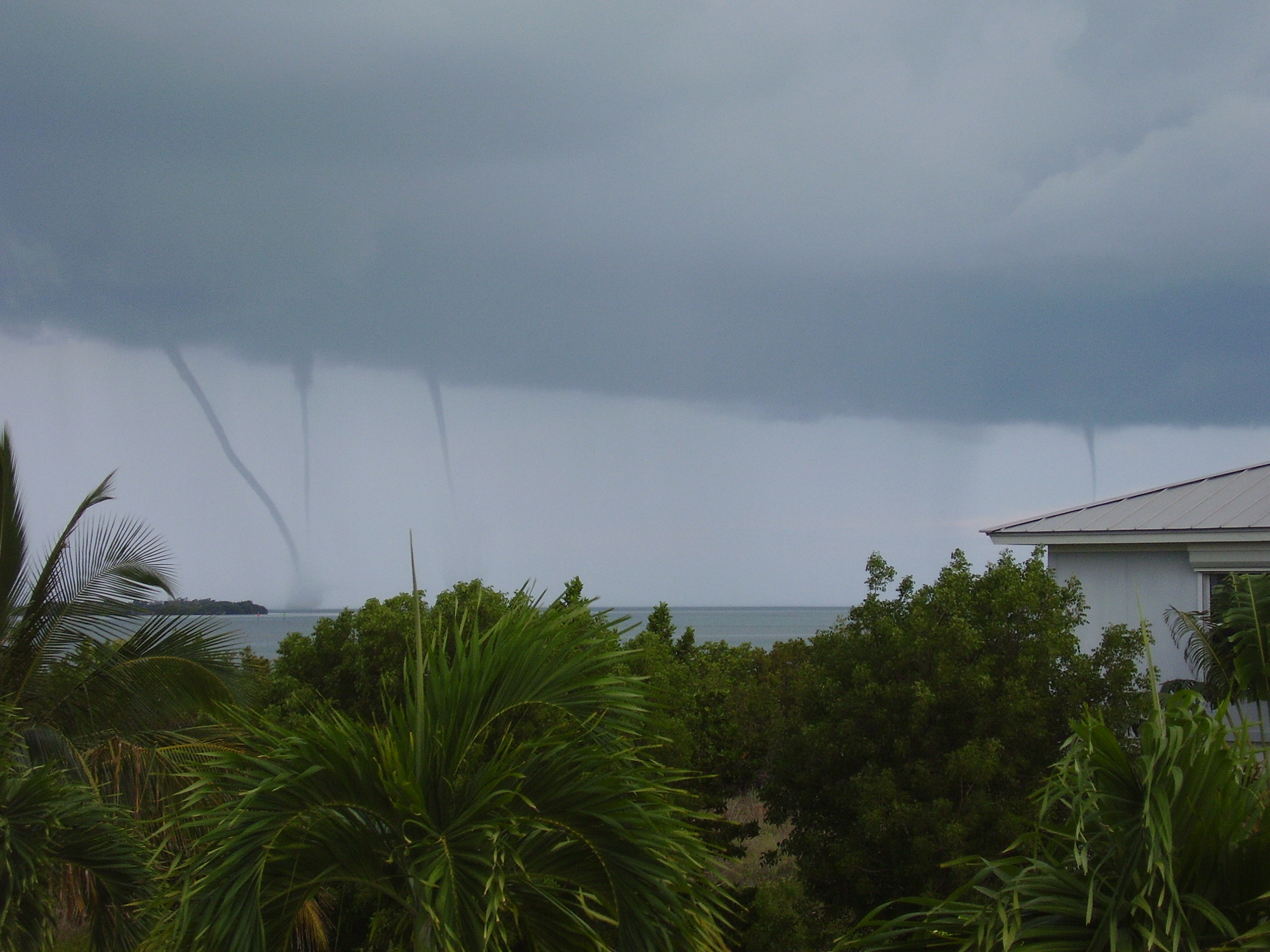
Quatro trombas sendo vistas do arquipélago de Florida Keys em 5 de junho de 2009.

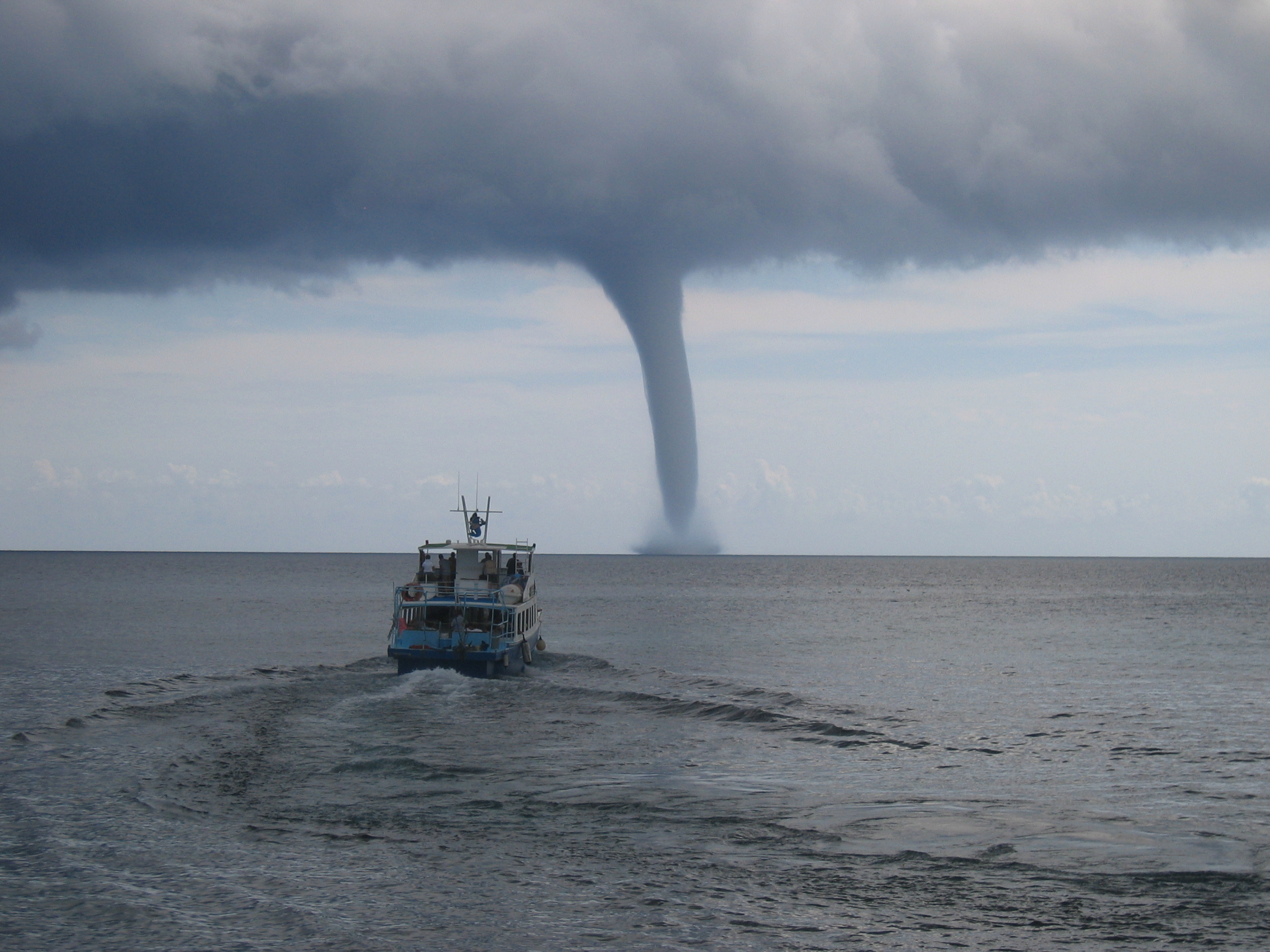
Tromba de água em Cala Rajada, no município de Capdepera, arquipélago de Mallorca, Espanha, em 11 de setembro de 2005.

Embora a maioria das trombas de água ocorra nos trópicos, elas podem aparecer sazonalmente em áreas temperadas de todo o mundo, e são comuns em toda a costa ocidental da Europa, bem como as Ilhas Britânicas e de diversas áreas do Mar Mediterrâneo e do Báltico. Elas não estão restritos à água salgada, muitas têm sido relatadas em lagos e rios, incluindo os Grandes Lagos da América do Norte e do rio São Lourenço. Trombas de água são bastante comuns na região dos Grandes Lagos durante o final do verão e início do outono, com um recorde de 66 trombas notificadas durante apenas um período por dia sete, em 2003.
O fenômeno é mais frequente numa faixa de 100 km entre a costa e o mar adentro. São comuns ao longo da costa sudeste os EUA, especialmente a sul da Flórida e seus arquipélagos e podem acontecer ao longo do mar, baías e lagos em todo o mundo. Segundo dados de 2003, cerca de 160 trombas são registradas por ano em toda a Europa, sendo que na Holanda são 60, na Espanha e Itália 25 e no Reino Unido 15. São mais comuns no final do verão. No Hemisfério Norte, setembro foi apontado como o principal mês de formação. Também são frequentemente registradas na costa da Austrália, sendo que uma tromba severa foi descrita por Joseph Banks na Primeira viagem de James Cook em 1770.
No Brasil o fenômeno é mais frequente na Região Sul do país e em parte de Mato Grosso do Sul, porém já houve registros em outras partes do país, como na costa da cidade do Rio de Janeiro, nos rios da Amazônia, em Belém do Pará e no litoral do Nordeste. O estado mais atingido é Santa Catarina, onde entre 1976 e 2000 foram registradas 23 trombas de água, sendo que a grande maioria é causada pela passagem de frentes frias e pela ocorrência de sistemas convectivos de mesoescala (na primavera) e sistemas convectivos isolados (no verão). Em algumas partes do país são popularmente confundidas de maneira incorreta com qualquer ocorrência de chuva forte em uma pequena região, sendo que em alguns casos órgãos públicos usam o termo como um tipo de "classificação" desses temporais.

## Ciclo de vida
Existem cinco estágios para o ciclo de vida de uma tromba de água. Inicialmente, um disco de cor clara, aparece na superfície da água, rodeado por uma área escura maior e com formato indeterminado. Após a formação destes discos, um padrão de bandas espirais de luz e de cor escuras se desenvolve a partir da mancha sobre a superfície da água. Em seguida, um denso anel, chamado de cascata, aparece em torno do ponto escuro com o que se parece com um olho. Eventualmente, a tromba transforma-se em um funil visível a partir da superfície da água para a nuvem que a sobrecarga. O vórtice de pulverização pode subir para uma altura de várias centenas de metros ou mais, e muitas vezes cria uma sequência visível de ondas associadas, já que ele se movimenta. Eventualmente, o funil começa a se dissipar como o fluxo de ar quente para o turbilhão, encerrando o ciclo de vida da tromba de água.

## Ameaças náuticas

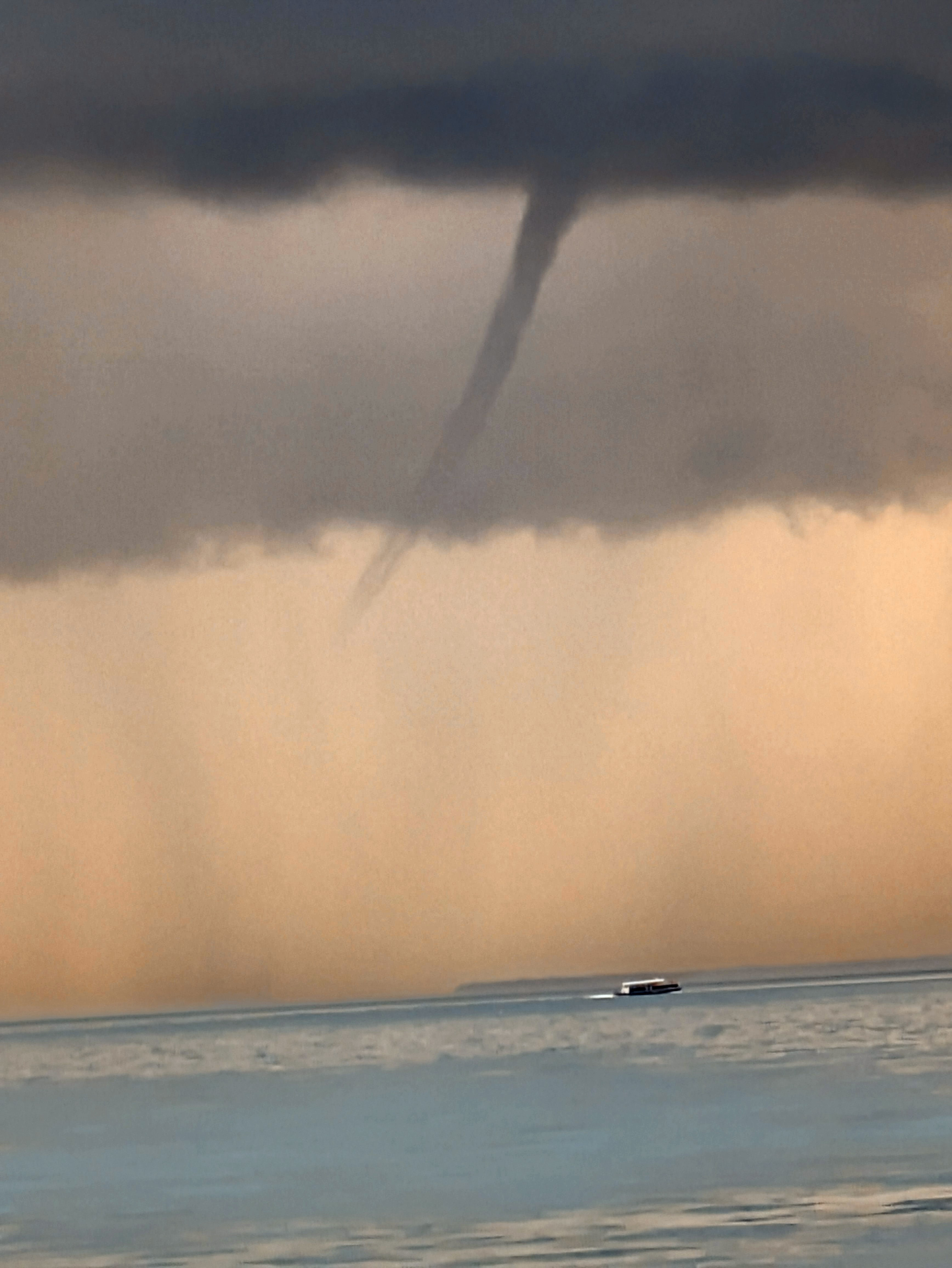
Golfo do México perto de Dry Tortugas

Trombas de água têm sido desde há muito tempo reconhecidas como graves ameaças marinhas. Trombas mais fortes geralmente são bastante perigosas, colocando em risco navios, aviões, helicópteros, e nadadores. Recomenda-se manter uma distância considerável destes fenômenos e estar sempre em alerta através de boletins meteorológicos. O Serviço Nacional de Meteorologia dos Estados Unidos, por exemplo, emite alertas marinhos especiais quando trombas são susceptíveis ou que tenham sido avistadas em águas costeiras, ou avisos de tornados quando trombas de água se moverem para terra firme e estiverem próximas a ela.

## Investigação e previsão

### Szilagyi Waterspout Index (SWI)
O Szilagyi Waterspout Index (SWI), desenvolvido pelo meteorologista canadiano Wade Szilagyi, é usado para prever as condições favoráveis ao desenvolvimento de uma tromba de água. As gamas de SWI vão de -10 a +10, onde os valores maiores ou iguais a zero representam condições favoráveis para o desenvolvimento do fenômeno.

### International Centre for Waterspout Research (ICWR)
O ICWR é uma organização não governamental de pessoas de todo o mundo que estão interessadas no estudo do campo (pesquisa, operacional e perspectiva de segurança) de trombas de água. Foi criado inicialmente como um fórum para pesquisadores e meteorologistas, tendo o ICWR ampliado seus interesses à mídia, à marinha e às comunidades da aviação e de particulares.